# フランクリン (ニューハンプシャー州)
フランクリン （英: Franklin）は、アメリカ合衆国ニューハンプシャー州のメリマック郡にある都市。人口は8,741人（2020年）であり、ニューハンプシャー州の13市の中で最少である。市内にはウェストフランクリンのビレッジがある。

## 歴史
フランクリンの町はペミジェワセット川とウィニペソーキー川が合流してメリマック川となる所にあり、1764年に入植され、当初はペミジェワセット・ビレッジと呼ばれていた。市域はソールズベリー、アンドーバー、サンボーントン、ノースフィールド各町の一部を合わせて作られた。フランクリンという名前は1820年にアメリカ合衆国建国の父ベンジャミン・フランクリンに因んで名付けられた。滝から得られる水力が工場町として発展することに貢献した。1828年に町として、1895年に市として法人化された。
19世紀前半の政治家ダニエル・ウェブスター（1782年-1852年）は、まだ当時はソールズベリーと呼ばれていたフランクリンの一部で生まれた。ニューハンプシャー州道127号線近くに、ウェブスターの子供時代の家を保存する州立歴史史跡がある。ウェブスターは成人してからメリマック川近く、現在のアメリカ国道3号線沿いの農園、「ジ・エルム」を所有していた。
1943年、アメリカ陸軍工兵司令部が、ペミジェワセット川の洪水制御のためにフランクリン滝ダムを建設し、上流にフランクリン滝貯水池を造った。

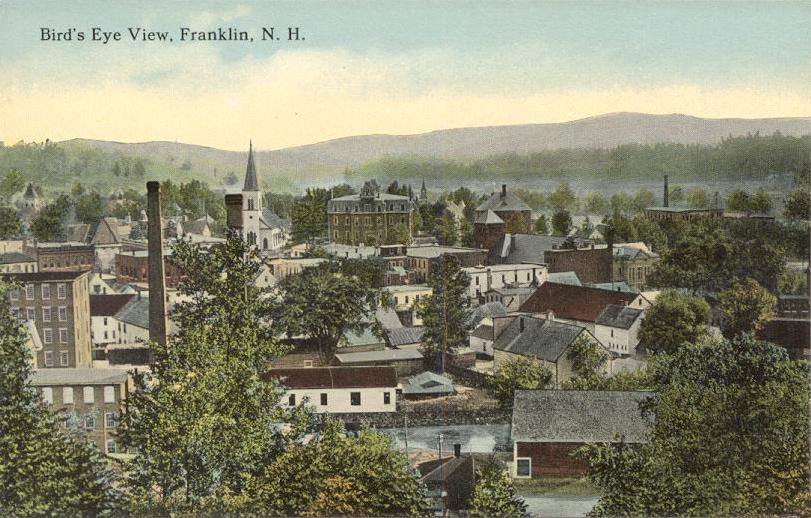
市の概観、1912年頃
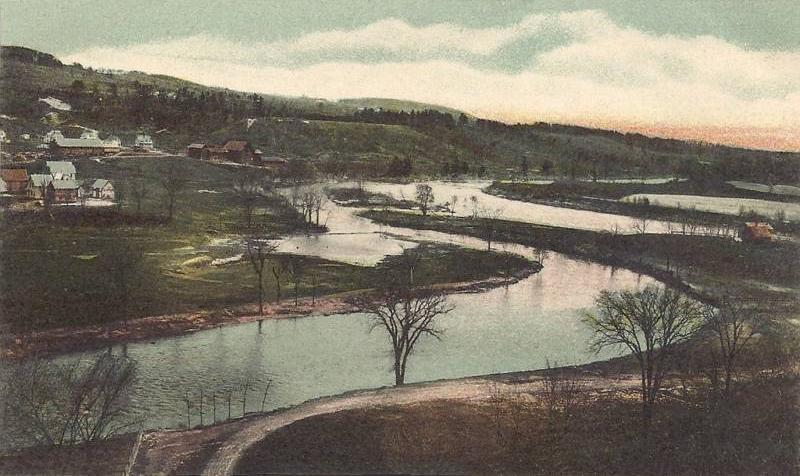
メリマック川、1905年
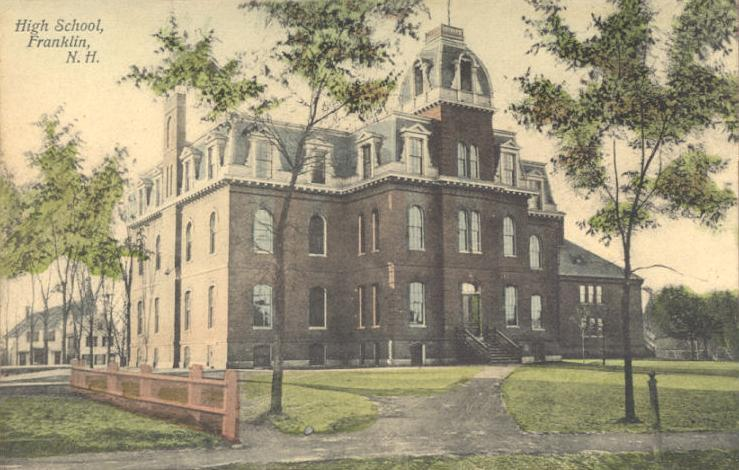
フランクリン高校旧校舎、1908年
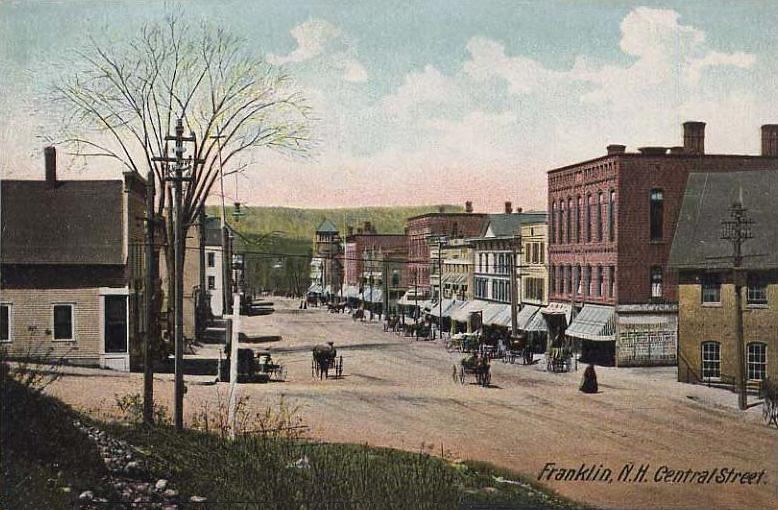
セントラル通り、1909年
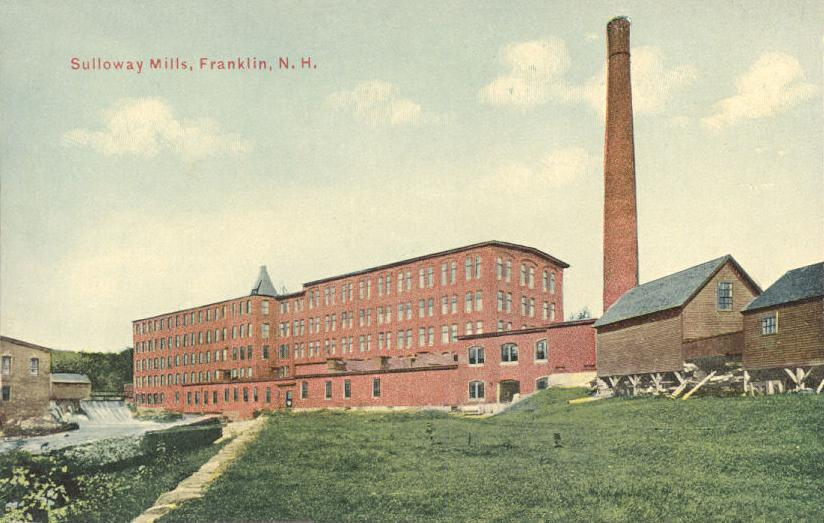
サロウェイ・ミルズ、1910年頃
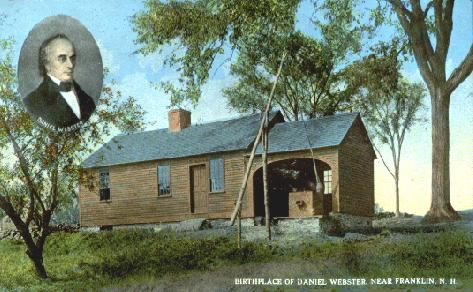
ダニエル・ウェブスターの生家、1910年
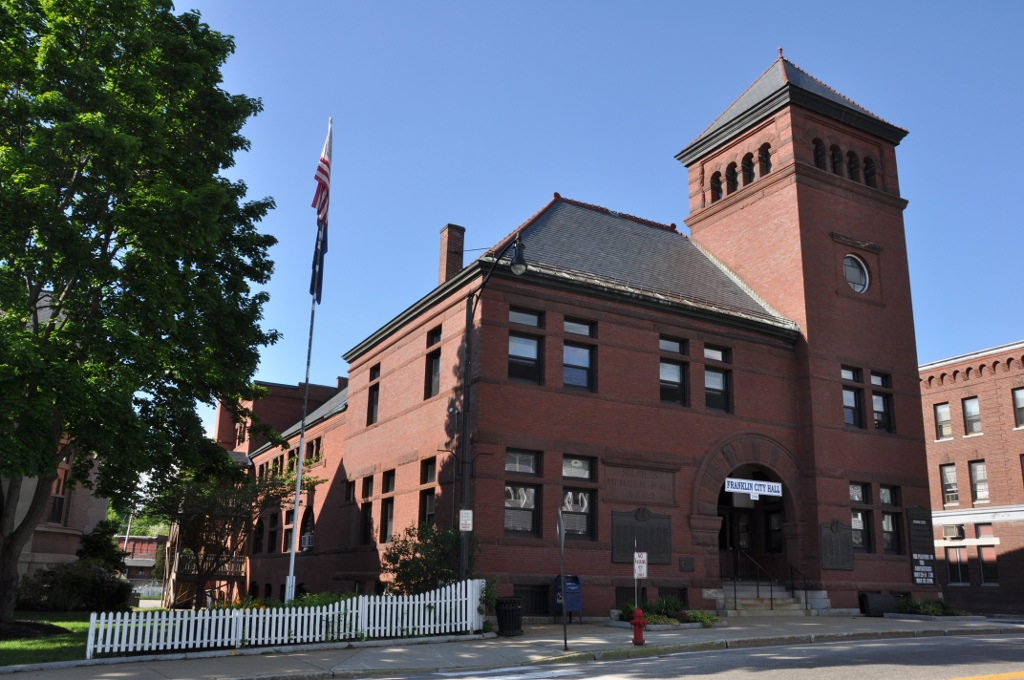
市役所
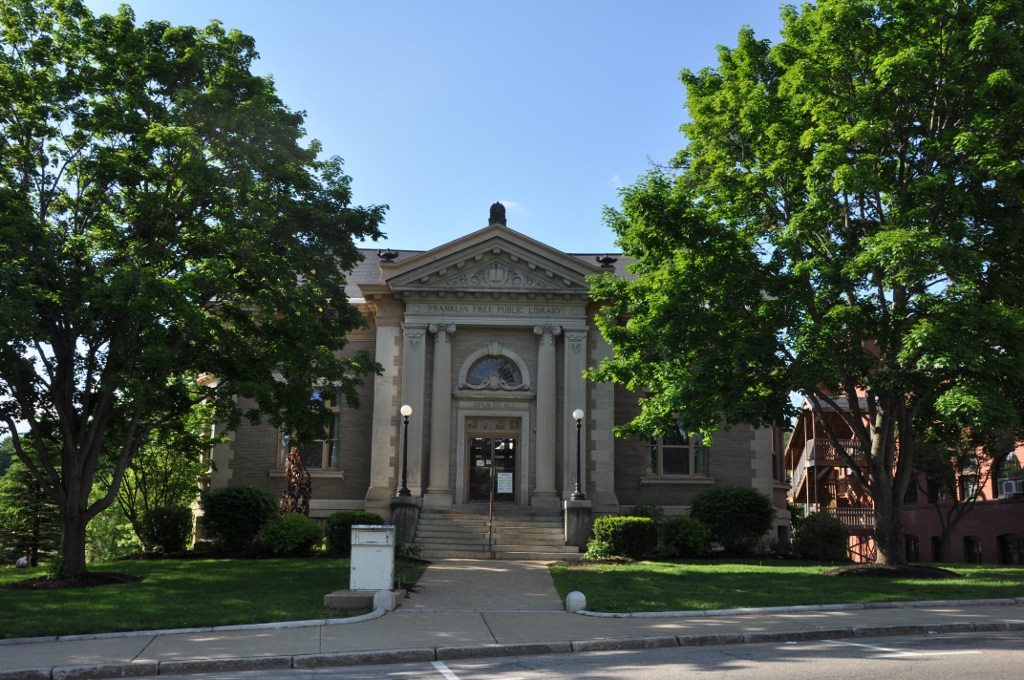
図書館

## 地理
フランクリン市は北緯43度26分49秒 西経71度39分25秒 / 北緯43.44694度 西経71.65694度 (43.446956, -71.656966)に位置している。
アメリカ合衆国国勢調査局に拠れば、市域全面積は29.1平方マイル (75.4 km2)であり、このうち陸地27.3平方マイル (70.7 km2)、水域は1.9平方マイル (4.9 km2)で水域率は6.31%である。市内をウィニペソーキー川、ペミジェワセット川、メリマック川が流れている。北部にはウェブスター湖がある。市内最高地点は標高1,370フィート (420 m) の市域北西隅に近い無名の山である。市域は全てメリマック川流域に入っている。
アメリカ国道3号線とニューハンプシャー州道11号線が市内のメインストリートであるセントラル通りを形成している。この2本は東に向かうとティルトン町およびラコニアに至る。国道3号線は南のボスカウェンと州都コンコードに向かい、州道11号線は西のアンドーバーとニューロンドンに向かう。州道127号線も市内中心街を通っており、南西のソールズベリーとコントゥクックおよび北のサンボーントンに至る。州道3号線代替路は北のウェストフランクリンからブリストルに行っている。

## 人口動態

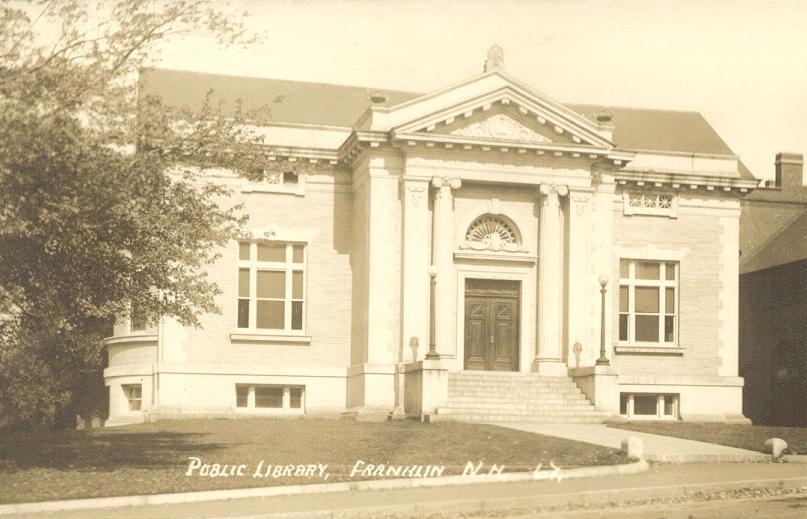
カーネギー図書館である公共図書館（1915年頃）

以下は2000年国勢調査による人口統計データである。
| 基礎データ - 人口: 8,405 人 - 世帯数: 3,319 世帯 - 家族数: 2,193 家族 - 人口密度: 117.7人/km2（304.9 人/mi2） - 住居数: 3,676 軒 - 住居密度: 51.5軒/km2（133.4 軒/mi2） 人種別人口構成 - 白人: 97.10% - アフリカン・アメリカン: 0.38% - ネイティブ・アメリカン: 0.27% - アジア人: 0.51% - 太平洋諸島系: 0.01% - その他の人種: 0.35% - 混血: 1.38% - ヒスパニック・ラテン系: 1.19% 年齢別人口構成 - 18歳未満: 25.8% - 18-24歳: 8.5% - 25-44歳: 28.4% - 45-64歳: 22.7% - 65歳以上: 14.7% - 年齢の中央値: 37歳 - 性比（女性100人あたり男性の人口） - 総人口: 94.1 - 18歳以上: 87.5 | 世帯と家族（対世帯数） - 18歳未満の子供がいる: 32.3% - 結婚・同居している夫婦: 46.3% - 未婚・離婚・死別女性が世帯主: 14.2% - 非家族世帯: 33.9% - 単身世帯: 27.0% - 65歳以上の老人1人暮らし: 10.7% - 平均構成人数 - 世帯: 2.47人 - 家族: 2.95人 収入と家計 - 収入の中央値 - 世帯: 34,613米ドル - 家族: 41,698米ドル - 性別 - 男性: 32,318米ドル - 女性: 25,062米ドル - 人口1人あたり収入: 17,155米ドル - 貧困線以下 - 対人口: 12.9% - 対家族数: 8.9% - 18歳未満: 18.2% - 65歳以上: 9.7% |

## 教育
- フランクリン高校

## 見どころ
- サルファイト鉄道橋（別名上下逆転鉄道橋）
- ダニエル・ウェブスター生家州立歴史史跡[8]

## 著名な出身者
- ウォルター・B・キャノン（1871年-1945年）、生理学者
- ジョン・キング・フェアバンク（1907年-1991年）、歴史学者（夏の住人）
- アーサー・シュレジンジャー（1917年-2007年）、歴史家（夏の住人）
- ダニエル・ウェブスター（1782年-1852年）、アメリカ合衆国上院議員、国務長官